# Ива Шкодрева-Карагьозова
Ива Шкодрева е бивша българска биатлонистка и настояща спортна журналистка.
Участва в зимните олимпийски игри в Албервил 1992, Лилехамер 1994 и Солт Лейк Сити 2002.

## Кариера
През 1988 тя печели индивидуалния старт в Антхолц-Антерселва и става първата българска състезателка с победа в Световната купа. През следващия кръг в Германия печели и дисциплината на 15 километра.
В Олимпийските игри в Солт Лейк Сити през 2002 г., Ива Шкодрева е в щафетата и постига четвърти резултат. В началото на следващия сезон постига трето място в състезанието в Йостерсунд с щафетата в състав Ива Шкодрева, Павлина Филипова, Екатерина Дафовска и Нина Кадева.
Коментира биатлон по Евроспорт.